# Ermita de Nuestra Señora de Rocamador (Palencia)
La ermita de Nuestra Señora de Rocamador fue un edificio religioso de la ciudad española de Palencia.

## Descripción

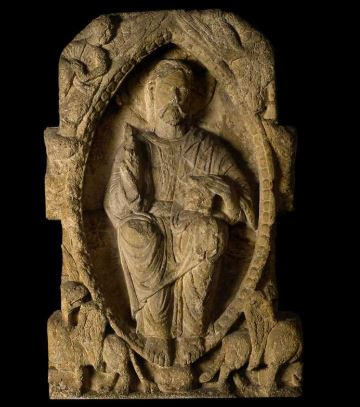
Pantócrator procedente de la ermita y ahora conservado en el museo Frederic Marès

El templo, de la advocación de Nuestra Señora de Rocamador, fue «churriguescamente restaurado en 1688». Contaba con una imagen románica de la virgen y también una de Amador de Rocamador. Aparece descrita en El libro de Palencia (1874) de Ricardo Becerro de Bengoa con las siguientes palabras:

Ermita de Rocamador.—En el estremo del barrio de la Puebla y formando parte del muro que mira al paseo de El Salon se vé esta antiquísima ermita, que conserva una tradicional y curiosísima memoria. Un monje francés llamado Amador fundó, en 1166, sobre una roca, y en las montañas de la Dordoña una ermita para adorar á la vírgen, y ejercer obras de caridad; y aquel culto, que los peregrinos trajeron á España, hizo que en distintos puntos de la península se estableciesen templos y hospitales, que se llamaron de Roca-Amador. En el de Palencia, churriguescamente restaurado en 1688, se conservan, como memoria de la primitiva fundacion una preciosa vírgen románica (siglo XIII), de piedra, que ha sido pintada y decorada posteriormente; y una imágen de Amador, orando sobre las rocas. Se alzó este templo, con el asilo ú hospital adjunto, al lado del portillo por donde se entraba en el barrio de la Puebla, viniendo por el camino antiguo de Burgos, hoy camino de Carboneros.
(Becerro de Bengoa, 1874, p. 152)